# Escola de Berlim
Escola de Berlim (em alemão:  Berliner Schule) é o nome usado para designar uma tendência artística do cinema alemão contemporâneo, iniciada na metade dos anos 1990. Entre os cineastas associados a este movimento, destacam-se Christian Petzold, Angela Schanelec, Thomas Arslan, Christoph Hochhäusler, Ulrich Köhler e Maren Ade.

## História
Nos anos 1970 empregava-se a expressão “Escola Cinematográfica de Berlim” para se referir ao movimento cinematográfico de estilo político também conhecido como "Cinema Operário". Este verbete trata, no entanto, exclusivamente da Escola de Berlim dos anos 1990 e 2000, que se inspira primoradialmente no Cinema Novo Alemão e nos filmes de autor dos anos 1960 e 1970.
Dentre os muitos realizadores associados ao movimento, destacam-se na primeira geração Christian Petzold, Thomas Arslan e Angela Schanelec, que se conheceram na Academia de Cinema e Televisão de Berlim (Deutsche Film- und Fernsehakademie Berlin, dffb). Esta geração ganhou fama já no início dos anos 1990, com obras que já refletiam a estética própria do que seria posteriormente designado "Escola de Berlim".
No ano de 2003, o filme Michwald, de Christoph Hochhäusler, foi exibido no Festival de Berlim. No ano seguinte, Marseille, de Angela Schanelec, participou do Festival de Cannes. Os dois filmes – assim como outros, de estética semelhante – chamaram a atenção da crítica francesa, rendendo artigos da revista Cahiers du Cinéma e do jornal Le Monde. Os jornalistas franceses identificaram uma tendência comum nestes novos filmes, a qual denominaram “Nouvelle Vague Allemande” ("Nova Onda Alemã"). A imprensa alemã preferiu o nome "Berliner Schule" (“Escola de Berlim”). 
Esta expressão, que serviu bem a propósitos de marketing, incluía diversos filmes, de estilo variável, não se restringindo, portanto, a um fenómeno estético exclusivo da cidade de Berlim. Com efeito, vários cineastas que costumam ser relacionados ao movimento formaram-se em outras cidades da Alemanha. Entre estes, destacam-se Christian Hochhäusler (Michwald e Falscher Bekenner), Benjamin Heisenberg (Schläfer) e Maren Ade (Alle anderen e Toni Erdmann), que se formaram na Faculdade de Televisão e Cinema de Munique, e Henner Winckler (Klassenfahrt), que estudou em Offenbach am Main e Hamburgo. A Escola de Berlim reflete, portanto, o pensamento estético de diversas academias de cinema de toda a Alemanha, não limitando-se de modo algum a Berlim, como o nome parece sugerir.
Outros diretores que costumam ser associados ao movimento são: Valeska Grisebach, Elke Hauck, Sonja Heiss, Ulrich Köhler, Jan Krüger,  Hannes Lang, Matthias Luthardt, Pia Marais, Timo Müller, Ayse Polat, Jan Schomburg, Maria Speth, Isabelle Stever e Sören Voigt. 
A obra de Christian Petzold, Thomas Arslan e Angela Schanelec é a principal fonte de inspiração para estes diretores, especialmente para os mais jovens.

## Características principais
Com a Escola de Berlim, firmou-se um grupo de jovens diretores alemães independentes. Os filmes do movimento narram geralmente história do dia-a-dia. Os persnagens estão geralmente em busca de uma vida melhor ou fugindo de alguma situação específica, e seu passado costuma ser apenas implícito, raramente detalhado. Os filmes geralmente se passam em lugares anônimos e bairros deteriorados e decadentes. 
Diferentemente da crítica social apresentada nos filmes do Novo Cinema Alemão dos anos 1960 e 1970, nos filmes da Escola de Berlim não é apontada nenhuma alternativa para o sistema social contemporâneo. O espírito depressivo de muitos destes filmes reflete, em última análise, a crescente incerteza social e o temor de colapso dos intelectuais da classe média alemã, da qual procedem os jovens realizadores do movimento.
O fio condutor das histórias é frequentemente o desespero dos protagonistas, em luta por sua felicidade pessoal. O final dos filmes é frequentemente aberto, não explicitando se a expectativa dos protagonistas foi ou não satisfeita. Quando não aberto, o final costuma ser triste. Temas decisivos da sociedade contemporânea são transportados para os sentimentos e motivos dos indivíduos ou para o microcosmos da família ou da vida a dois. Raramente é apresentada uma alternativa de salvação para o problema tematizado.
Outra característica fundamental da Escola de Berlim é a sua estética visual-narrativa, ditada por diretores de fotografia, como Jürgen Jürgens, Hans Fromm, Reinhold Vorschneider, Nikolai von Grävenitz, Bernhard Keller, Bernadette Paaßen e Patrick Orth, e por montadores, como Bettina Böhler. Com seu estilo austero, marcado por planos longos, poucos cortes, diálogos curtos e longos momentos de silêncio, assim como escassa trilha sonora, os filmes direcionam a atenção do espectador para a personalidade das personagens. O tempo dramático segue muitas vezes o tempo real, produzindo por vezes um ritmo semelhante ao de um documentário. Por isso, os espectadores podem se sentir como voyeurs.

## Documentário
- Die Berliner Nouvelle Vague. Documentário (TV), Alemanha, 2016, 51h35min. Direção e roteiro: André Hörmann und Nadya Luer. Produção: telekult, rbb, Arte. Primeira transmição: 11 de janeiro de 2017 pelo canal Arte, da ARD.[8]